# Théâtre Gustavo Modena
Pour les articles homonymes, voir Modena (homonymie).
Le Teatro Modena, ou Teatro Gustavo Modena, est un théâtre italien, situé à Gênes dans le quartier Sampierdarena.
Construit en 1856 pour accueillir des spectacles d'opéra et de prose, il a subi diverses transformations au cours du XXe siècle. Utilisé pendant de nombreuses années comme cinéma, il abrite depuis sa restauration dans les années 1990 la compagnie théâtrale du Teatro dell'Archivolto. Depuis 2018, il fait partie du Théâtre National de Gênes.

## Histoire
Le théâtre nommé d'après le patriote et acteur de théâtre Gustavo Modena surplombe la petite place du même nom, entre la via Buranello et la piazza Vittorio Veneto. La construction du théâtre a commencé en 1856, grâce au financement des principaux représentants de la bourgeoisie industrielle et marchande de Sampierdarena, une ville indépendante à l'époque.
Construit selon un projet du jeune architecte Nicolò Bruno sur un terrain adjacent à la Villa Centurione del Monastero acheté à cet effet, il fut inauguré le 19 septembre 1857 avec une représentation de l'opéra semiseria Tutti in maschera de Carlo Pedrotti de Vérone. Doté d'une excellente acoustique, il connut une période de splendeur au XIXe siècle, accueillant des représentations d'opéra et de prose par les grandes compagnies de l'époque. Au XXe siècle, tout en continuant à accueillir sur scène les artistes de théâtre les plus célèbres, le théâtre connut un déclin progressif. Restaurée entre 1920 et 1922 par Raffaele Bruno, petit-fils de l'architecte, la salle est rouverte le 23 décembre 1923 avec une représentation de Carmen de Bizet, mais à partir de 1936 elle est principalement utilisée comme salle de cinéma.
Ce n'est qu'en 1979 que des représentations théâtrales ont recommencé à être montées, dont la première a été la Petite messe solennelle de Gioachino Rossini, mais en 1983, elle a été fermée car la structure n'était plus conforme aux nouvelles normes de sécurité. Après quelques années de fermeture, des financements sont alloués au début des années 1990 pour les travaux de sécurisation et de consolidation de l'ouvrage, réalisés entre 1996 et 1997. Officiellement ré-inauguré le 31 octobre 1997 avec le spectacle Snaporaz Fellini de Giorgio Gallione, le théâtre accueille depuis cette date les spectacles de la compagnie Teatro dell'Archivolto.
En mars 2018, le théâtre est devenu partie des salles officielles du Théâtre National de Gênes.

## Structure

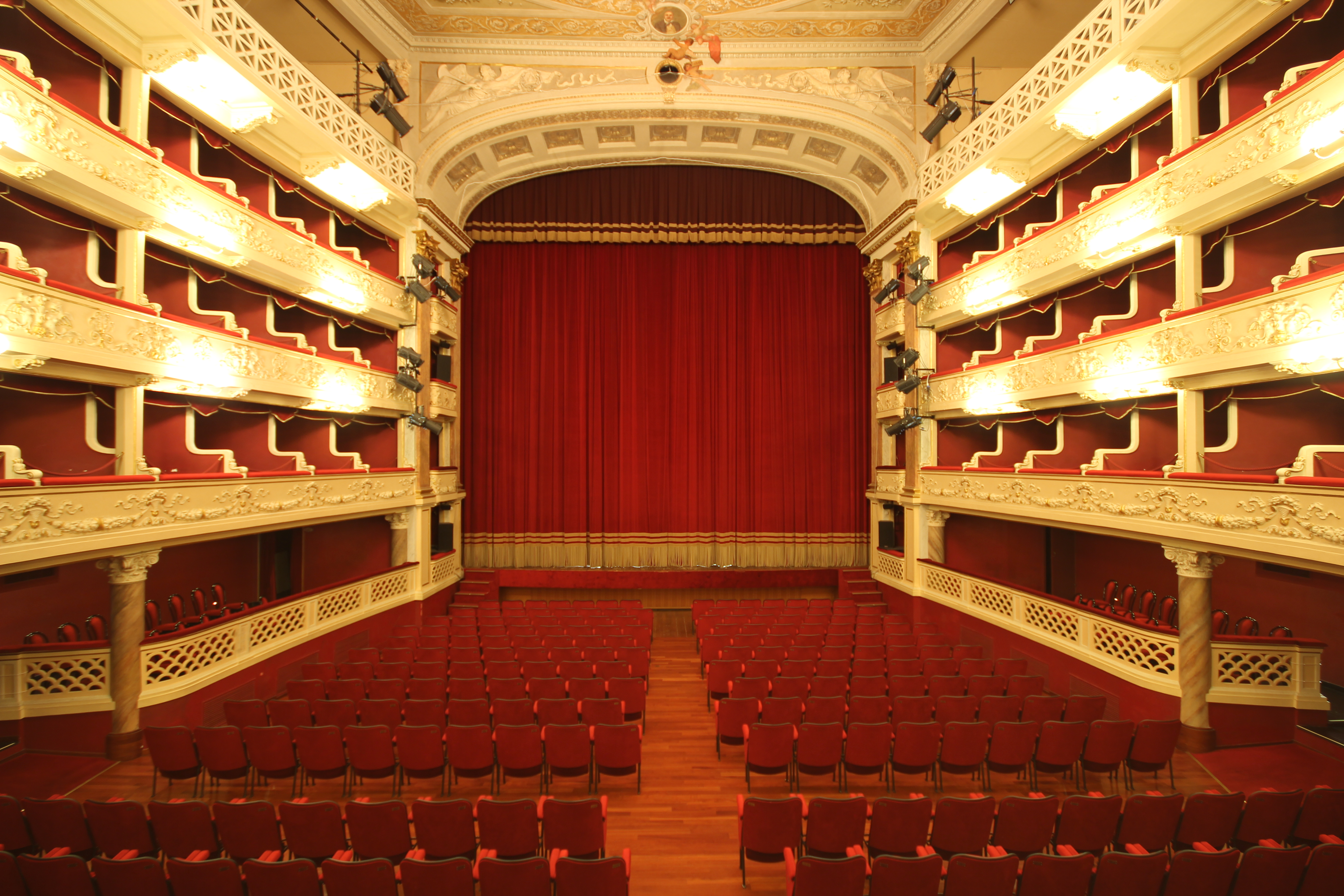
Intérieur du théâtre

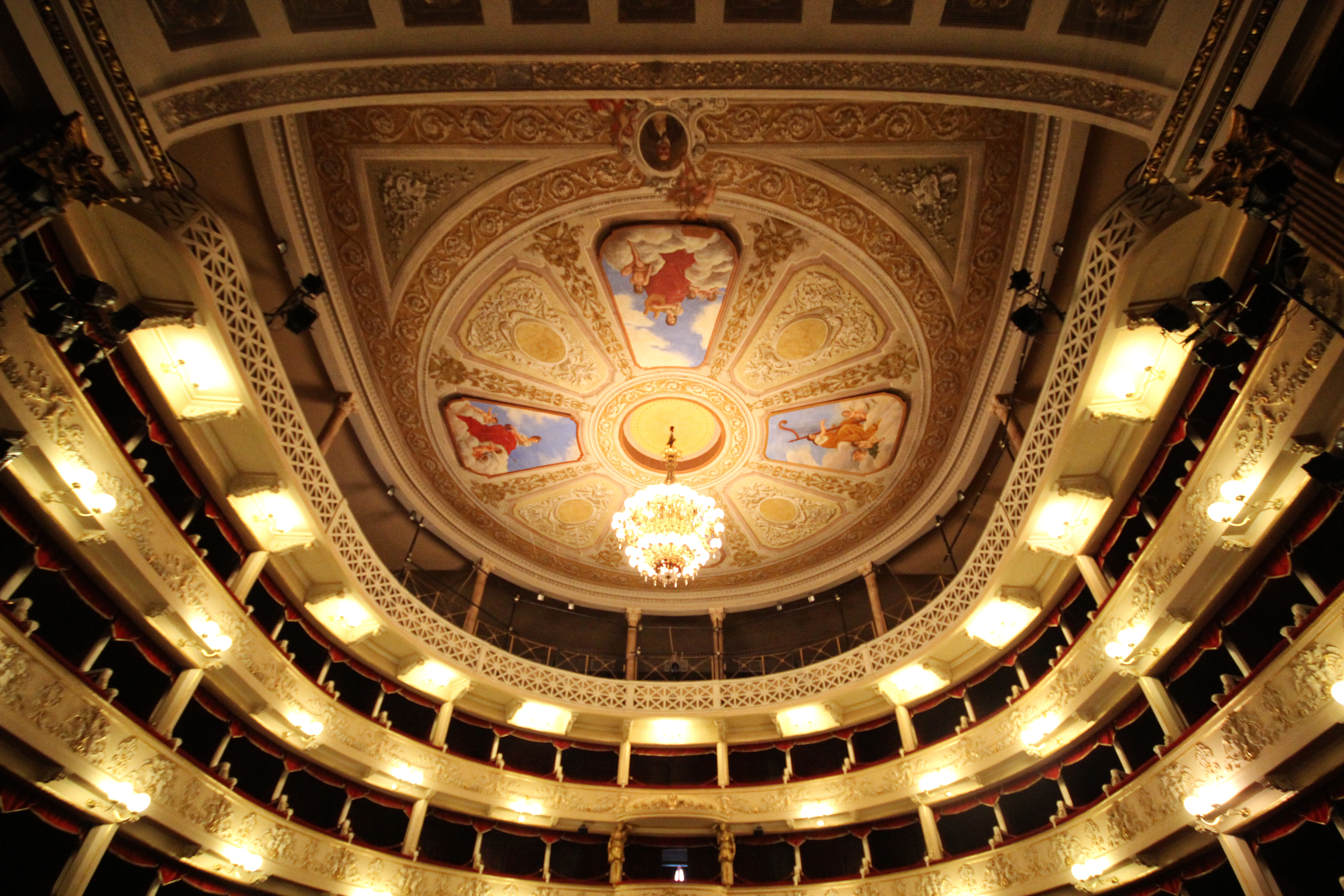
Décoration de la voûte

La façade, de style néoclassique, comporte cinq portes en arc, dont les trois centrales sont reliées par un avant-corps à terrasse, ajouté lors de la restauration de 1920, surmontées de quatre demi- colonnes ioniques qui soutiennent le tympan triangulaire qui couronne la façade au sommet.
L'intérieur est caractérisé par une grande salle en forme de fer à cheval, entourée de trois rangées de loges en plus de la galerie ; elle peut aujourd'hui accueillir un total de 498 spectateurs, dont 349 dans les parterres et le reste dans les 74 loges (la galerie n'est pas ouverte au public), mais à l'origine elle pouvait accueillir 800 spectateurs, portés à 900 lors de la restauration de 1920. La décoration de la voûte est constituée de fresques de Nicolò Barabino, en partie perdues et remplacées par des reproductions en toile superposées au plâtre du plafond.
Depuis 2001, la Sala Mercato est annexée au théâtre, issue de la rénovation du grand bâtiment adjacent qui avait abrité le marché municipal de 1905 jusqu'aux années 1990. Cette salle de théâtre moderne peut accueillir jusqu'à 200 spectateurs et accueille également les activités du Teatro dell'Archivolto.